# Ariana Grande
Ariana Grande-Butera (AFI: [ˌɑriˈɑːnə ˈɡrɑːndeɪ]; Boca Raton, 26 giugno 1993) è una cantautrice e attrice statunitense.
Ha avviato la sua carriera nel 2008 con il musical di Broadway 13, salendo poi al successo grazie al ruolo di Cat Valentine nella sitcom di Nickelodeon Victorious (2010–2013) e il suo spin-off Sam & Cat (2013–2014). Nel 2011 ha firmato il suo primo contratto discografico con l'etichetta Republic Records, con la quale pubblica il suo album di esordio Yours Truly nell'estate del 2013. Il disco, esordito in vetta alla Billboard 200, le permise di raggiungere per la prima volta la top 10 della Billboard Hot 100 con il suo singolo di lancio The Way, che ottenne un buon successo e lanciò la cantante nello scenario dell'industria musicale internazionale.
Nel 2014 pubblica il secondo album in studio My Everything, distribuito in dieci milioni di copie nel mondo e supportato dai singoli di fama mondiale Problem, Break Free, Bang Bang, One Last Time e Love Me Harder. Ad esso ha fatto seguito Dangerous Woman (2016), trainato dalle hit Into You, Side to Side e il singolo omonimo. Gli album successivi hanno entrambi esordito in vetta alle classifiche di diverse nazioni: il primo, Sweetener (2018), ha vinto un Grammy Award come miglior album pop vocale, mentre il secondo, Thank U, Next (2019), ha venduto negli Stati Uniti 360 000 copie nella prima settimana di disponibilità, diventando il più grande esordio della cantante e generando le sue due prime numero uno nella Billboard Hot 100: il singolo omonimo e 7 Rings, entrambi debuttando direttamente al vertice della classifica. La cantante ha nuovamente raggiunto quest'ultimo traguardo con i singoli Stuck with U con Justin Bieber, Rain on Me con Lady Gaga (vincitore del Grammy Award alla miglior performance pop di un duo o un gruppo), Positions, Yes, And?, e We Can't Be Friends (Wait for Your Love), diventando l'artista con più esordi in prima posizione nella classifica di Billboard. Nel 2020 ha pubblicato il sesto album in studio Positions, anch'esso esordito ai vertici delle classifiche, mentre nel 2024 ha pubblicato il suo settimo album Eternal Sunshine, che segna il suo quarto debutto consecutivo e sesto in totale in prima posizione nella Billboard 200.
La sua carriera cinematografica include, tra gli altri, ruoli di primo piano nel film Netflix Don't Look Up (2021) e nel musical Wicked (2024), grazie al quale ha ricevuto due candidature al Critics Choice Award e allo Screen Actors Guild Award e una candidatura al Golden Globe, al Premio BAFTA e al Premio Oscar nella sezione migliore attrice non protagonista.
È considerata una delle interpreti pop di maggiore successo della sua epoca con più di 100 milioni di dischi a livello globale; nel 2025 Billboard l'ha piazzata all’ottavo posto della classifica delle maggiori artiste femminili del XXI secolo. Ciascuno dei suoi album in studio è stato certificato almeno disco di platino dalla RIAA. Oltre ai due Grammy Awards, ha accumulato un BRIT Award, due Billboard Music Awards, tre American Music Award, dieci MTV Video Music Awards e 40 Guinness World Records. Nel 2016 e nel 2019 la rivista settimanale Time ha nominato Ariana Grande come una delle 100 persone più influenti al mondo, mentre Billboard l'ha eletta donna dell'anno nel 2018. Rolling Stone l'ha invece inclusa tra i 50 interpreti vocali più talentuosi della storia della musica. È stata l'artista femminile più riprodotta su Spotify degli anni 2010, oltre ad essere quella con il maggior numero di canzoni che hanno sorpassato il miliardo di ascolti (21).

## Biografia

### Primi anni
È nata il 26 giugno 1993 a Boca Raton, in Florida, da Joan Grande, nativa di Brooklyn e manager esecutiva, oltreché proprietaria di un'azienda che produce strumenti per la comunicazione e allarmi di sicurezza per la Marina e Edward Butera, il quale possiede una società di progettazione grafica a Boca Raton. Nel 1993, i due si sono trasferiti da New York in Florida e si sono separati quando Ariana aveva quasi nove anni. Ariana ha origini italiane e si è descritta come un'italoamericana con radici siciliane e "abruzzesi", in quanto nel momento di emigrazione dei bisnonni, il Molise faceva ancora parte dell'Abruzzo. I suoi bisnonni Antonio Grande e Filomena Iavenditti infatti emigrarono nel 1912 da Gildone, in Molise, negli Stati Uniti. Inoltre, Ariana ha un fratello di dieci anni più grande da parte di madre, Frankie Grande, anch'egli attivo nel mondo dello spettacolo.
Sin da piccola mostrò attitudine e passione per il canto, la recitazione e il ballo. La giovane Ariana si esibì nel teatro per bambini di Fort Lauderdale, interpretando il suo primo ruolo da protagonista in Annie e, sotto l'influenza di Gloria Estefan, iniziò a dilettarsi nel canto. Tra i musical in cui compare Ariana Grande figurano Il mago di Oz e La bella e la bestia. All'età di 8 anni si esibì in una sala karaoke su una nave da crociera, dove viene notata da Gloria Estefan, e fece la sua prima apparizione nella televisione nazionale cantando The Star-Spangled Banner per i Florida Panthers. A dieci anni contribuì a fondare il gruppo dei Kids Who Care nella Florida del Sud, con cui si esibì in numerose occasioni per beneficenza; solo nel 2007 il gruppo incassò più di cinquecentomila dollari.

### 2008-2013: Broadway e il successo conVictoriouseSam & Cat
Nel 2008 recita nel ruolo della cheerleader Charlotte nel musical 13 di Broadway, per la quale riceve il premio di miglior attrice dalla National Youth Arts: per recitare in quest'ultimo, prende la decisione di smettere di frequentare la North Broward Preparatory School, rimanendo però iscritta; grazie ai materiali inviati dalla scuola, Grande riesce a prendere lezioni con professori privati. In questo periodo canta svariate volte al jazz club di New York Birdland situato sulla cinquantaduesima strada. L'anno successivo, comincia a registrare cover delle canzoni dei suoi artisti preferiti, pubblicandole sul suo canale di YouTube.

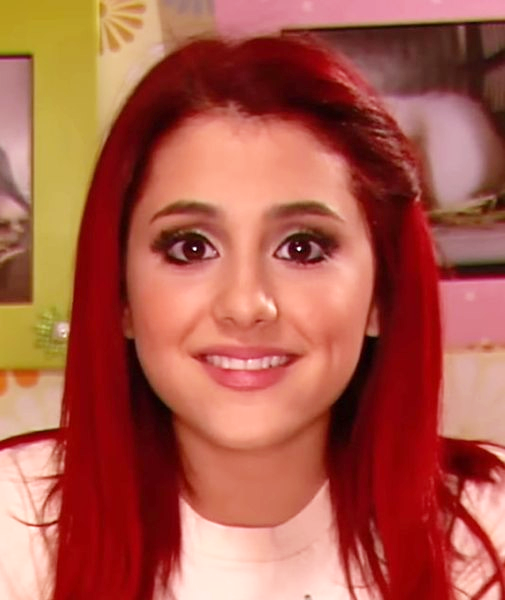
Grande nei panni di Cat Valentine

Nel 2009 Grande viene scritturata nello show televisivo Nickelodeon Victorious insieme alla co-protagonista di 13, Elizabeth Gillies. Nella sitcom, ambientata in una scuola superiore di arti dello spettacolo, interpreta Cat Valentine. Per il ruolo, Ariana Grande, su richiesta del produttore esecutivo Dan Schneider, dovette tingersi i capelli di rosso ciliegia ogni due settimane. La serie inizia le riprese nel mese di ottobre 2009 e va in onda il 27 marzo 2010, raggiungendo un pubblico di 5,7 milioni di spettatori: diviene così il secondo pubblico più vasto mai raggiunto da una serie live-action nella storia della Nickelodeon. Nell'agosto del 2011 esce la prima colonna sonora di Victorious: Music from the Hit TV Show, dove cantò Give It Up, duettando con Elizabeth Gillies. Lo stesso anno, doppia la principessa Diaspro nella serie di Nickelodeon Winx Club.

Nel dicembre 2011, Grande pubblica il suo primo singolo musicale, Put Your Hearts Up, registrato per un potenziale album pop orientato a un pubblico adolescenziale che non è mai stato pubblicato. In seguito l'artista rinnegò il brano affermando che non aveva alcun interesse a registrare musica di quel genere. All'inizio del 2012 viene pubblicato il videoclip del singolo su Vevo, oscurato a causa dell'insoddisfazione della cantante per il lavoro svolto. 

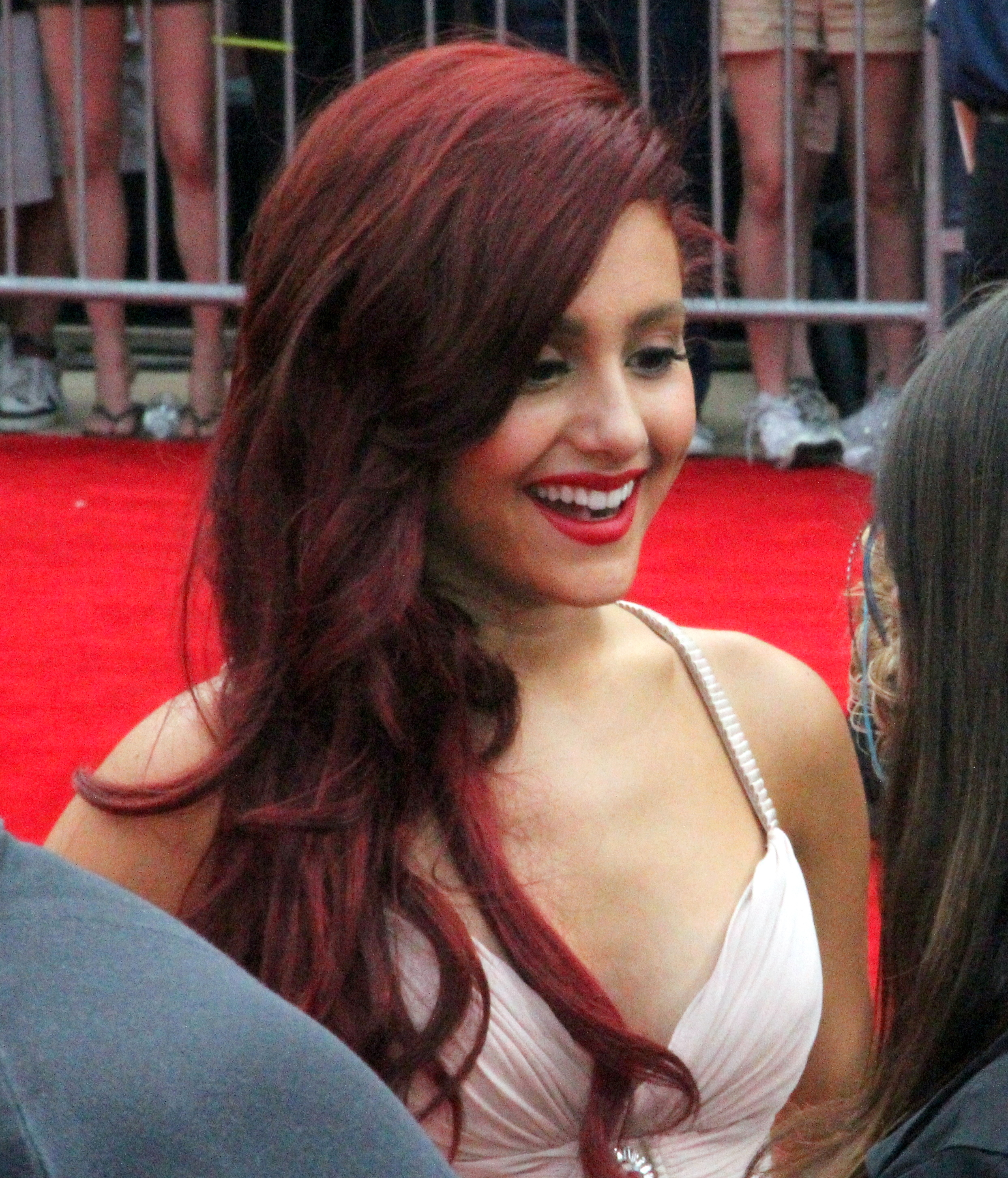
Ariana Grande durante la première di Harry Potter e i Doni della Morte - Parte 2 nel 2011

Nell'agosto del medesimo anno, viene annunciata la conclusione di Victorious con la quarta stagione. Durante il Television Critics Association Summer Press Tour il 3 agosto, Grande annunciò che avrebbe recitato in Sam & Cat, interpretando il suo precedente ruolo di Victorious insieme a Jennette McCurdy, per una sitcom tradizionale. Sam & Cat viene annunciato da Nickelodeon il 29 novembre 2012; l'11 luglio, Nickelodeon aumentò di 20 episodi la prima stagione, rendendola di quaranta puntate. La terza colonna sonora di Victorious viene pubblicata il 6 novembre 2012 e fu intitolata Victorious 3.0. Il primo singolo, nonché l'unico brano cantato da Grande nell'album, è LA Boyz (in duetto con Victoria Justice); il video musicale viene pubblicato il 14 ottobre 2012.
Nel dicembre 2012 recita nel ruolo di Biancaneve nella produzione di Pasadena Playhouse, A Snow White Christmas, con Charlene Tilton e Neil Patrick Harris.
Il 23 dicembre 2012 esce il singolo del cantante britannico Mika Popular Song, in collaborazione con Grande, rivisitazione in chiave pop del brano Popular tratto dal musical Wicked. In questo stesso periodo vengono pubblicate dalla cantante diverse cover musicali sul web, tra cui quella di I Believe in You and Me di Whitney Houston.

### 2013: l'esordio nella musica conYours Truly

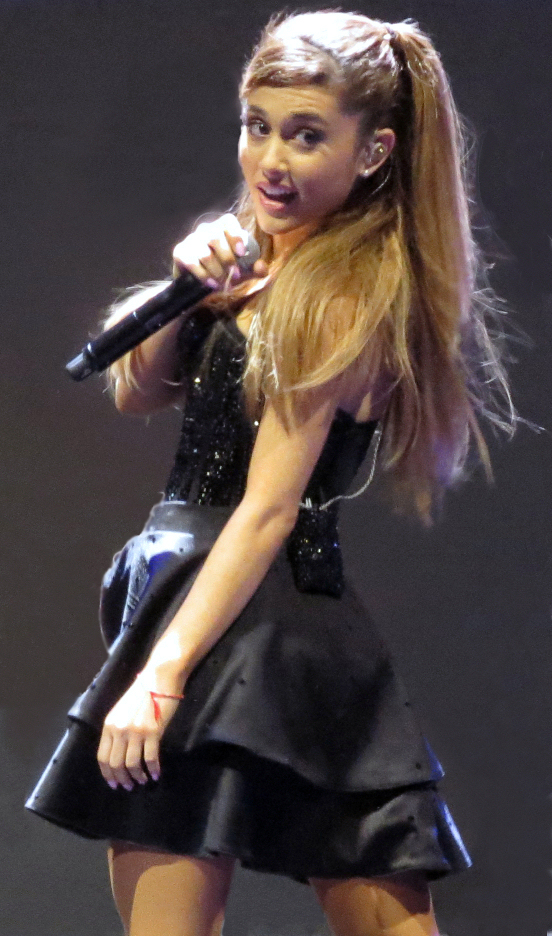
Ariana Grande nel 2013

Il 24 giugno 2013 Grande completa il suo primo album di inediti, Yours Truly, anticipato dall'uscita del singolo di lancio The Way in collaborazione con Mac Miller. Il brano debutta nella top 10 della Billboard Hot 100, raggiungendo poi la nona posizione. Due giorni dopo la pubblicazione del singolo, viene pubblicato sul canale Vevo della cantante il videoclip del brano, che al 2024 conta oltre 470 milioni di visite. Inoltre, The Way è certificato disco di platino negli Stati Uniti (RIAA) e disco d'oro in Australia (ARIA).
Il secondo singolo dell'album, Baby I, arriva nei negozi il 22 luglio, mentre il rispettivo videoclip viene pubblicato il 6 settembre seguente. La canzone scala la classifica statunitense fino alla ventunesima posizione. Il 7 agosto viene distribuito il brano Right There (feat. Big Sean) come terzo singolo estratto da Yours Truly, mentre il 30 ottobre dello stesso anno viene poi pubblicato il rispettivo videoclip. Anche Right There fa il suo ingresso nella Billboard Hot 100.
Il disco, frutto di tre anni di lavoro e diverse modifiche e rielaborazioni musicali e concettuali da parte della cantante, viene pubblicato il 2 settembre 2013 nel Regno Unito, e un giorno dopo negli Stati Uniti d'America, tramite la Republic Records. Yours Truly esordisce alla numero 1 della Billboard 200, vendendo 138 000 copie nella sua prima settimana di disponibilità, trainato anche dalla hit europea Popular Song uscita l'anno precedente in collaborazione con Mika.
Nell'estate del 2013, Ariana viene scelta da Justin Bieber per aprire i concerti della sua tappa nordamericana del Believe Tour. Il 13 agosto, invece, intraprende The Listening Session, tour di dieci concerti che la tengono occupata fino al 9 settembre dello stesso anno. Quest'ultimo, volto a promuovere il suo disco negli Stati Uniti, presenta anche una data in Canada. Il 25 agosto 2013 si esibisce per la prima volta agli MTV Video Music Awards 2013, portando i singoli Baby I e The Way. Per i successivi MTV Europe Music Awards 2013 di Amsterdam, invece, Grande è presentatrice del backstage. All'edizione degli American Music Award dello stesso anno si esibisce con il singolo The Way, accompagnato da Tattooed Heart, brano presente in Yours Truly. Grande riesce a trionfare, portando a casa il premio per il nuovo artista dell'anno.
A fine 2013, Grande mette in commercio diverse canzoni natalizie: Last Christmas, Love Is Everything, Snow In California, e Santa Baby con Elizabeth Gillies. Il 28 novembre 2013, durante il giorno del ringraziamento a New York, Grande partecipa all'87th Annual Macy's Thanksgiving Day Parade interpretando Last Christmas, mentre il 17 dicembre 2013 viene pubblicato il suo primo EP intitolato Christmas Kisses, contenente tutte e quattro le canzoni natalizie presentate in precedenza. Il 31 dicembre seguente, Grande si esibisce con i singoli The Way e Right There all'evento di fine anno Dick Clark's New Year's Rockin' Eve.

### 2014-2015:My Everythinge l'Honeymoon Tour

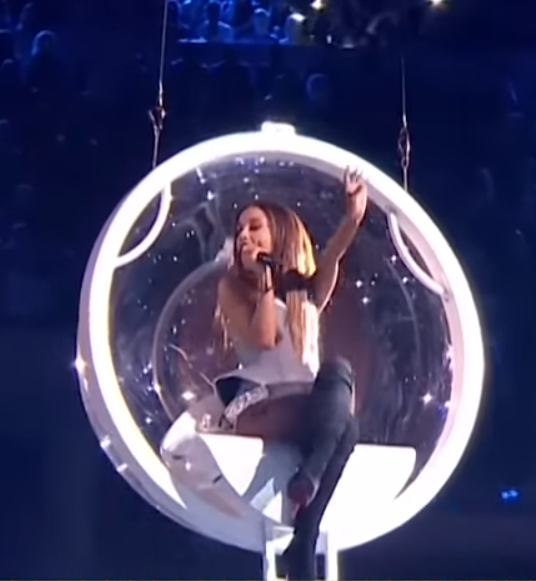
Ariana Grande si esibisce sulla note di Break Free agli MTV Europe Music Awards 2014

Il 27 aprile 2014, Ariana Grande presenta in anteprima ai Radio Disney Awards il brano Problem. Il singolo viene poi pubblicato il giorno seguente come primo singolo estratto dall'imminente secondo disco. Il brano, in collaborazione con la rapper Iggy Azalea, ottiene un grande successo globale, raggiungendo la top 3 della Billboard Hot 100 piazzandosi alla seconda posizione; diviene inoltre anche uno dei singoli più venduti del 2014 con oltre 20 milioni di copie in tutto il mondo. Con Problem, Ariana Grande vince il premio come miglior video pop agli MTV Video Music Awards 2014. Il 3 luglio 2014, viene pubblicato il singolo Break Free, in collaborazione con il disc jockey Zedd: il brano, anch'esso commercialmente di successo, scala la top 10 della classifica statunitense fino alla quarta posizione. Il video del brano viene pubblicato il 13 agosto tramite il canale Vevo della cantante. 

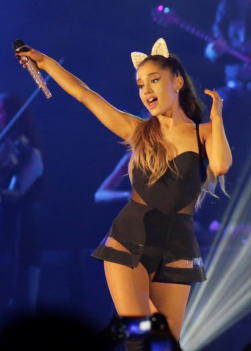
Ariana Grande durante l'HoneyMoon Tour a Giacarta nel 2015

Il 29 luglio 2014 Ariana Grande collabora, insieme alla rapper Nicki Minaj, al singolo Bang Bang, brano estratto dall'imminente album della cantante britannica Jessie J. Il brano scala velocemente le classifiche di iTunes, arrivando alla prima posizione in numerosi territori tra cui Stati Uniti e Hong Kong. Nella sua prima settimana, Bang Bang esordisce direttamente nella top 10 della Billboard Hot 100 alla sesta posizione, con oltre 230 000 copie vendute, arrivando alla terza posizione nelle settimane seguenti. Grande diventa una degli unici artisti della storia ad avere ben tre singoli (Bang Bang, Break Free e Problem) contemporaneamente nella top 10 della Billboard Hot 100. Il 25 agosto 2014, Ariana Grande pubblica il suo secondo album in studio, My Everything, che esordisce in vetta alla Billboard 200. Il 30 settembre, un mese dopo aver pubblicato il singolo promozionale Best Mistake con Big Sean, Grande pubblica il terzo singolo estratto da My Everything, Love Me Harder, in collaborazione con il cantante canadese The Weeknd. Riscontrando anch'esso un buon successo commerciale, scala diverse classifiche internazionali raggiungendo la top 10 in numerosi paesi.
Il 24 novembre, Ariana Grande pubblica il singolo natalizio Santa Tell Me, destinato a diventare un moderno classico natalizio pop. Ariana Grande compare anche all'album Dark Sky Paradise del rapper e collaboratore Big Sean, con il quale ebbe una relazione tra il 2014 e il 2015. Il 17 febbraio 2015 viene estratto il quarto e ultimo singolo dell'album My Everything, intitolato One Last Time, di cui viene prodotto anche il video musicale, che ottiene la certificazione Vevo alcuni giorni dopo la sua pubblicazione. Il brano raggiunse in poco tempo la top 15 della classifica statunitense.
Il 25 febbraio 2015 la cantante dà inizio al The Honeymoon Tour, la seconda serie di concerti e il primo tour mondiale da solista, per promuovere My Everything: i concerti iniziano a Independence, negli Stati Uniti, e finiscono a San Paolo in Brasile il 25 ottobre dello stesso anno; la serie di spettacoli toccò anche l'Italia il 25 maggio, per una data sold out al Mediolanum Forum di Milano.

### 2016-2017:Dangerous Womane l'attentato di Manchester
A maggio 2015 la cantante inizia a lavorare al suo terzo disco, con l'aiuto di diversi produttori tra cui Cashmere Cat, con il quale pubblica il singolo Adore. A marzo, viene scritturata per la serie televisiva horror Scream Queens, ottenendo il ruolo di Chanel #2, una studentessa che prende parte ad una sorellanza. Il settembre 2015 viene pubblicato il brano E più ti penso, in cui la cantante duetta con il tenore Andrea Bocelli cantando in lingua italiana, incluso nel seguente album del cantautore, Cinema, pubblicato il 23 ottobre dello stesso anno. Il video del brano, uscito il 13 ottobre, vede scene girate tra Roma e Tokyo ed è diretto da Gaetano Morbioli. Il 30 ottobre 2015 Grande pubblica il singolo Focus, accompagnato dal video musicale. Focus è il primo brano da solista di Ariana Grande a entrare nella top 10 della Billboard Hot 100, raggiungendo la settima posizione. Il 18 dicembre 2015 viene pubblicato Christmas & Chill, un EP di sei tracce natalizie. L'11 febbraio 2016 viene distribuito il film Zoolander 2 in cui Ariana recita nel ruolo di Latex BDSM.
Il primo singolo estratto dal suo terzo album in studio, l'omonimo Dangerous Woman, viene pubblicato l'11 marzo 2016 e raggiunge la posizione numero otto della Billboard Hot 100. Il brano è seguito dalla pubblicazione del brano promozionale Be Alright come traccia del disco pubblicata in anteprima, che esordisce nella top 50 della classifica statunitense. Il 18 marzo viene pubblicato il secondo brano promozionale Let Me Love You, inciso in collaborazione con il rapper Lil Wayne. L'album Dangerous Woman viene messo in commercio il 20 maggio dello stesso anno. Il disco esordisce in seconda posizione all'interno della Billboard 200, per poi rimanere in classifica per 154 settimane, diventando l'ottavo album femminile più longevo in classifica del decennio.

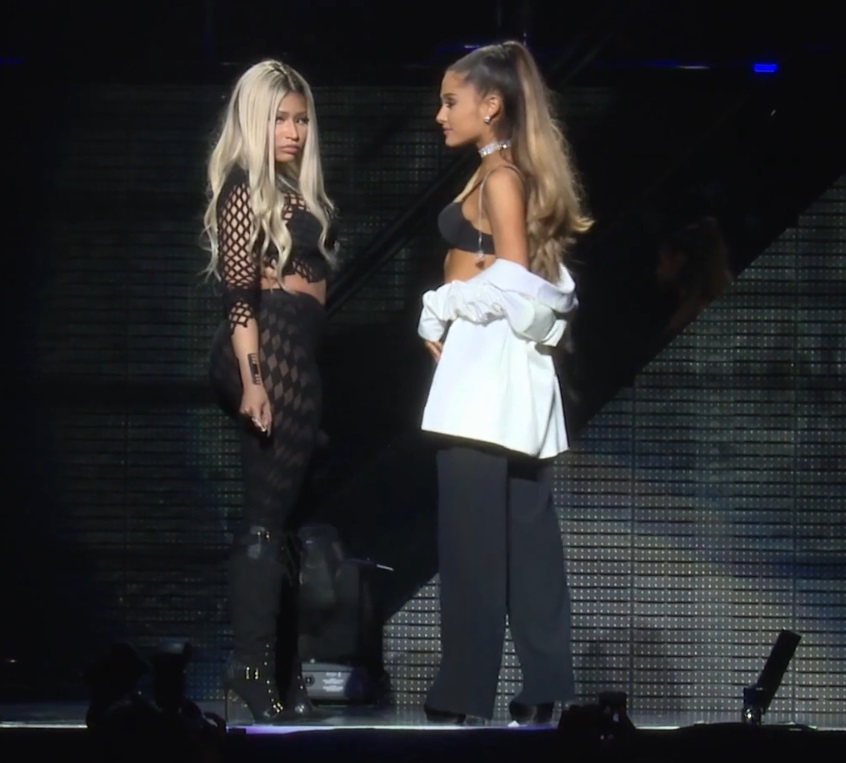
Ariana Grande mentre si esibisce insieme a Nicki Minaj alla cerimonia di apertura della T-Mobile Arena il 7 aprile 2016

Il 23 maggio 2016 viene pubblicato il videoclip di Into You, secondo singolo radiofonico del disco. La canzone raggiunge la top 15 negli Stati Uniti. Il 28 agosto 2016, l'artista si esibisce agli MTV Video Music Awards con il terzo singolo ufficiale di Dangerous Woman, Side to Side, in collaborazione con la rapper Nicki Minaj. Il videoclip della canzone viene pubblicato la notte stessa. Il brano scala la Billboard Hot 100 fino ad arrivare alla quarta posizione. Al 2022, Side To Side è il video musicale dell'artista con più successo, totalizzando più di 2 miliardi e 200 milioni di visualizzazioni, nonché la collaborazione femminile più visualizzata su YouTube.
Nel novembre 2016 Grande collabora con Stevie Wonder al singolo Faith, utilizzato come colonna sonora del film Sing. Il 20 novembre dello stesso anno, Ariana Grande è insignita del rinomato premio di artista dell'anno agli American Music Award. Il 7 dicembre 2016, invece, ritorna nelle scene televisive e prende parte al musical Hairspray Live!, recitando nel ruolo di Penny. Il 26 febbraio 2017 viene pubblicato il video musicale del brano Everyday, in collaborazione con il rapper Future: il brano è l'ultimo singolo estratto da Dangerous Woman.

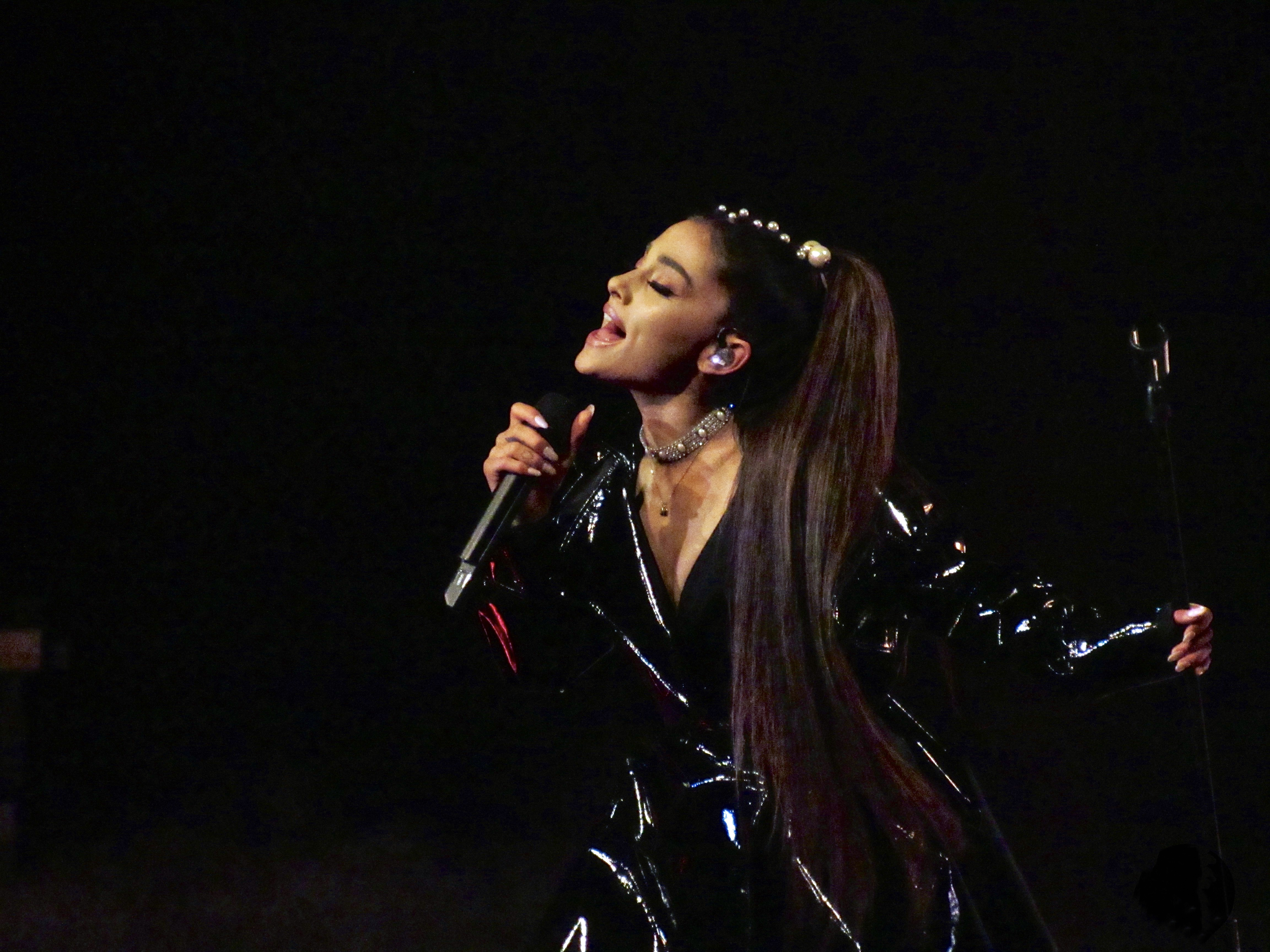
Ariana Grande durante il suo Dangerous Woman Tour nel 2017

Nel febbraio 2017, Grande dà il via al suo secondo tour mondiale, il Dangerous Woman Tour, con tappe in Europa (tra cui una al PalaLottomatica di Roma e una al Palasport Olimpico di Torino), America, Oceania e Asia. La sera del 22 maggio 2017, al termine della tappa presso la Manchester Arena, un attentato terroristico provocò 22 vittime e più di 500 feriti tra gli spettatori dello show; l'artista rimase illesa. In risposta a tale avvenimento, viene organizzato per il 4 giugno seguente un concerto di beneficenza intitolato One Love Manchester, al quale Grande invita a partecipare artisti di primo piano della musica pop internazionale. Vengono raccolti così circa 18,5 milioni di euro, destinati poi alla Croce Rossa britannica. Il concerto vede le esibizioni degli artisti Katy Perry, Miley Cyrus, Liam Gallagher e molti altri. Per riconoscere i suoi sforzi, il Consiglio Comunale di Manchester nominò Ariana Grande la prima cittadina onoraria di Manchester. Il tour riprese il 7 giugno a Parigi e si concluse il 21 settembre 2017 a Hong Kong.
Ad agosto 2017, Grande apparse in un episodio di Apple Music Carpool Karaoke, interpretando canzoni insieme a Seth MacFarlane. Diviene inoltre un'ambasciatrice del marchio Reebok per un anno. In un periodo che va dal 2015 al 2017, Grande mise in commercio cinque fragranze con Luxe Brands, incassando oltre 150 milioni di dollari in vendite globali. Nel dicembre 2017, la rivista Billboard l'ha nominata artista donna dell'anno.

### 2018:Sweetener

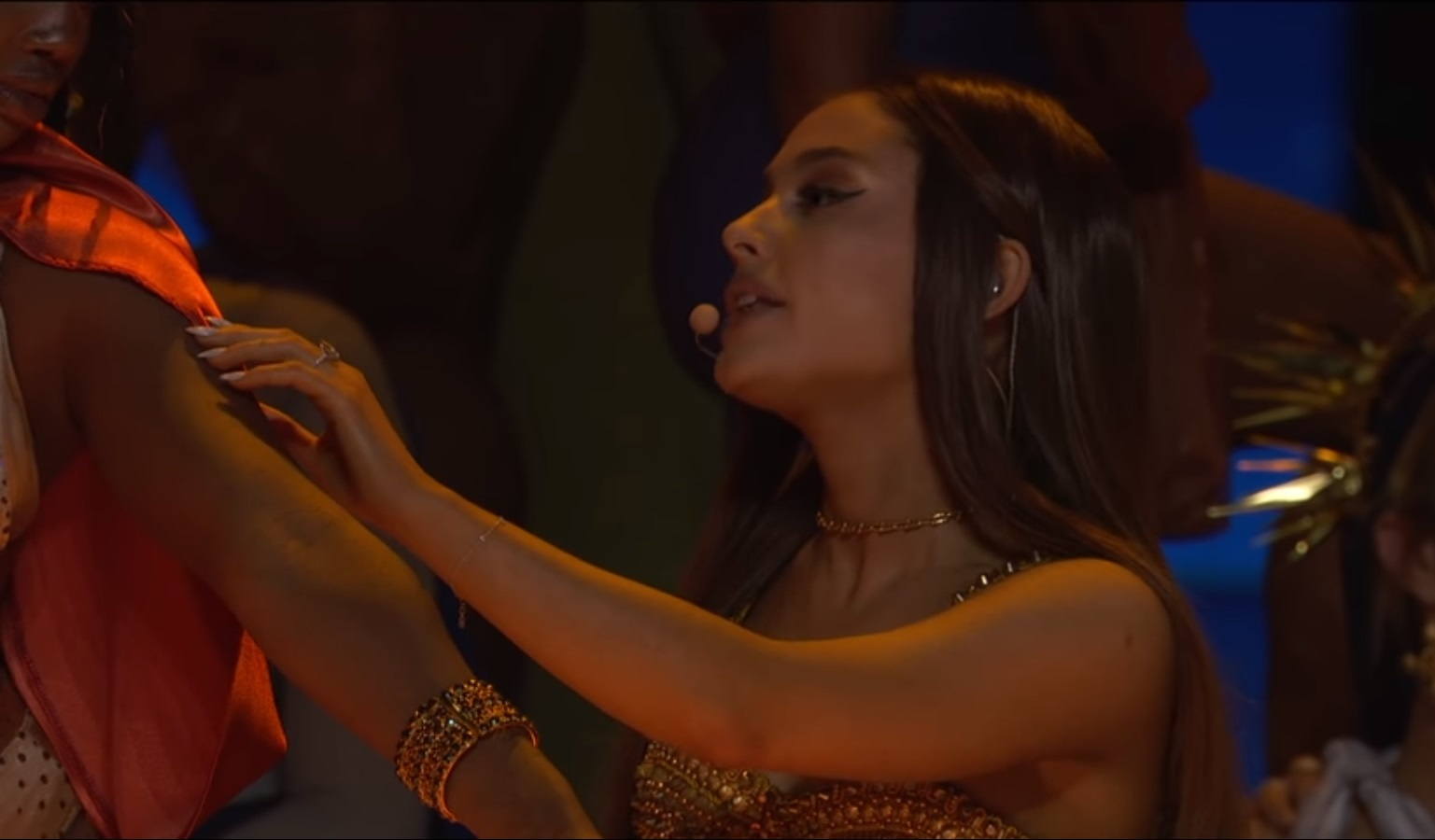
Ariana Grande canta God Is a Woman agli MTV Video Music Awards 2018

Il 20 aprile 2018, Ariana Grande torna sulla scena musicale dopo mesi di silenzio, pubblicando il singolo No Tears Left to Cry, primo estratto dal suo imminente quarto album in studio. Lo stesso giorno si esibisce per la prima volta al festival musicale Coachella a Indio, California, cantando No Tears Left To Cry. La canzone debutta alla terza posizione della Billboard Hot 100, mentre raggiunge la prima posizione su iTunes in oltre 90 paesi. Con testi scritti in collaborazione con Ilya, il brano è un omaggio alle vittime dell'attentato di Manchester.
Il 1º maggio partecipa al The Tonight Show Starring Jimmy Fallon, dove si esibisce nuovamente con No Tears Left to Cry e annuncia il titolo del suo quarto album in studio: Sweetener. Rivela inoltre il titolo di diverse tracce del disco, nonché alcune curiosità sulla scrittura e realizzazione di esso. Il 2 giugno canta al Wango Tango una parte del brano The Light Is Coming, in collaborazione con Nicki Minaj, pubblicato successivamente il 20 giugno come primo brano promozionale del disco. Sempre il 20 giugno, oltre al brano e al suo relativo videoclip, vengono resi disponibili il pre-ordine dell'album Sweetener e il nuovo merchandising sul sito web della cantante.
Sempre durante il mese di giugno, Ariana Grande collabora ai brani Dance to This, singolo del cantante australiano Troye Sivan, e Bed, con Nicki Minaj. Il 13 luglio 2018 viene pubblicato a sorpresa il secondo singolo dell'album, intitolato God Is a Woman. Merito anche delle forti immagini del video musicale, God is a Woman è un inno alla potenza della sessualità femminile. Pubblicato lo stesso giorno, il videoclip di God Is a Woman illustra riferimenti evocativi e simbologie provenienti dal mondo dell'arte, dalla Creazione di Adamo di Michelangelo, in cui Ariana è Dio, alla Lupa capitolina, fino al monologo (nel video interpretato con la voce di Madonna) che riprende il celebre Ezechiele 25:17, il passaggio biblico inventato da Quentin Tarantino. Durante la sua settimana di esordio, il brano si posiziona undicesimo all'interno della Billboard Hot 100, per poi raggiungere la top 10 della classifica a seguito dell'uscita dell'album, piazzandosi in ottava posizione. Sweetener viene messo in commercio il 17 agosto 2018, esordendo direttamente in vetta alla Billboard 200. Acclamato sia dal pubblico che dalla critica, Sweetener permette a Grande di sperimentare diversi generi musicali, avvicinandosi di più al contemporary R&B, alla musica trap e a leggere influenze funk e disco.
Nei giorni adiacenti all'uscita dell'album, Grande partecipa ad una puntata del Carpool Karaoke di James Corden e di nuovo al The Tonight Show Starring Jimmy Fallon, durante cui si esibisce con una cover di (You Make Me Feel Like) A Natural Woman, in onore della morte di Aretha Franklin. Il 21 agosto 2018 si esibisce agli MTV Video Music Awards di New York con il singolo God Is a Woman, cerimonia in cui vince il premio di miglior video pop per No Tears Left to Cry. Il 20 agosto 2018, Ariana Grande intraprende The Sweetener Sessions, un piccolo tour promozionale svoltosi in alcuni teatri di Nord America ed Europa. Iniziato a New York, il tour si è concluso a Londra il 4 settembre con un totale di quattro date. Il 29 settembre 2018 Spotify allestisce una mostra in tema Sweetener sempre a New York.
Nel novembre 2018 viene pubblicato il videoclip del brano Breathin, nona traccia di Sweetener. La canzone, già inviata alle radio statunitensi nel mese di settembre come terzo e ultimo singolo del disco, affronta la tematica dell'ansia. Breathin scala la classifica statunitense fino alla top 15, raggiungendo la dodicesima posizione.

### 2018-2020:Thank U, Nexte loSweetener World Tour
Il 3 novembre 2018 Grande pubblica a sorpresa il singolo Thank U, Next. La canzone esordisce alla prima posizione della Billboard Hot 100, diventando il primo singolo della cantante a raggiungere tale traguardo, venendo rapidamente certificato disco di platino negli Stati Uniti. Il brano infrange numerosi record su Spotify, tra cui quelli del maggior numero di ascolti ricevuti da una canzone  in un solo giorno (il 5 novembre, con 8,19 milioni di stream) e in una settimana negli Stati Uniti (con 93,8 milioni). Il brano ha continuato ad infrangere il record giornaliero ogni giorno fino al 9 novembre, quando ha ottenuto 9,6 milioni di stream. In soli dieci giorni la canzone supera 100 milioni di ascolti sulla piattaforma diventando la canzone più veloce nella storia a raggiungere tale traguardo.
Durante la première del video musicale di Thank U, Next su YouTube viene registrato un totale di 829.000 spettatori, segnando il numero più grande di spettatori di qualsiasi altra première su YouTube dal lancio della funzione. Dopo la sua uscita, il video ha battuto il record di video musicale più visto su YouTube in 24 ore, ottenendo ufficialmente 55,4 milioni di visualizzazioni sulla piattaforma nel primo giorno.
Il 7 novembre 2018 Grande è ospite al The Ellen Show, dove si esibisce con gli ultimi singoli Breathin e Thank U, Next. Il 6 dicembre seguente, invece, viene incoronata da Spotify come artista femminile più ascoltata sulla piattaforma nel corso dell'anno per aver registrato ben 3 miliardi di stream nei 12 mesi precedenti. Lo stesso giorno si esibisce ai Billboard Women in Music, cerimonia in cui riceve il riconoscimento di donna dell'anno.
Il 14 dicembre 2018 viene messo in commercio Imagine, singolo promozionale dell'imminente album, che a seguito dell'uscita del disco raggiunge la ventunesima posizione della Billboard Hot 100, senza videoclip e senza supporto radio.
Il secondo singolo radiofonico che anticipa il quinto album in studio dell'artista, intitolato 7 Rings, viene pubblicato il 18 gennaio 2019. Esordisce alla posizione numero uno della Billboard Hot 100, rendendo quindi Ariana Grande la terza artista femminile con più esordi in prima posizione. Il brano rimane in vetta alla Hot 100 per ben 8 settimane, stabilendo un record personale per Grande destinato a resistere nel tempo. Durante le prime 24 ore dalla pubblicazione guadagna oltre 14,9 milioni di riproduzioni su Spotify, battendo il record di tutti i tempi della piattaforma. Nel corso del 2019, 7 Rings vende 13,3 milioni di unità, piazzandosi al quinto posto nella classifica delle canzoni più scaricate dell’anno pubblicata dalla International Federation of the Phonographic Industry.
Il disco Thank U, Next viene pubblicato l'8 febbraio 2019 e debutta la settimana seguente alla posizione numero uno della Billboard 200, vendendo 360 000 copie, segnando così il più alto esordio della cantante. Ampiamente acclamato dalla critica, Thank U, Next batte il record per i più ascolti accumulati da un album pop e da un album femminile in una sola settimana su Spotify, sia globalmente sia negli Stati Uniti.
Grande diventa, grazie a Break Up with Your Girlfriend, I'm Bored, terzo singolo dell'album, la prima solista in assoluto a occupare i primi tre posti della Billboard Hot 100. Infatti, durante la settimana coincidente all'uscita del disco 7 Rings rimane stabile in prima posizione, Break Up with Your Girlfriend, I'm Bored esordisce alla posizione numero due e Thank U, Next risale alla terza posizione. Nel Regno Unito, invece, Ariana Grande diviene la seconda artista solista femminile ad occupare contemporaneamente la prima e la seconda posizione in classifica, e la prima artista a sostituirsi alla prima posizione due volte consecutivamente. Il video di Break Up with Your Girlfriend, I'm Bored viene pubblicato l'8 febbraio 2019.
Il 12 febbraio 2019 Ariana Grande vince il suo primo Grammy Award, ottenendo il premio come miglior album pop vocale per Sweetener, mentre il 20 febbraio 2019 vince un BRIT Award come artista solista femminile internazionale.

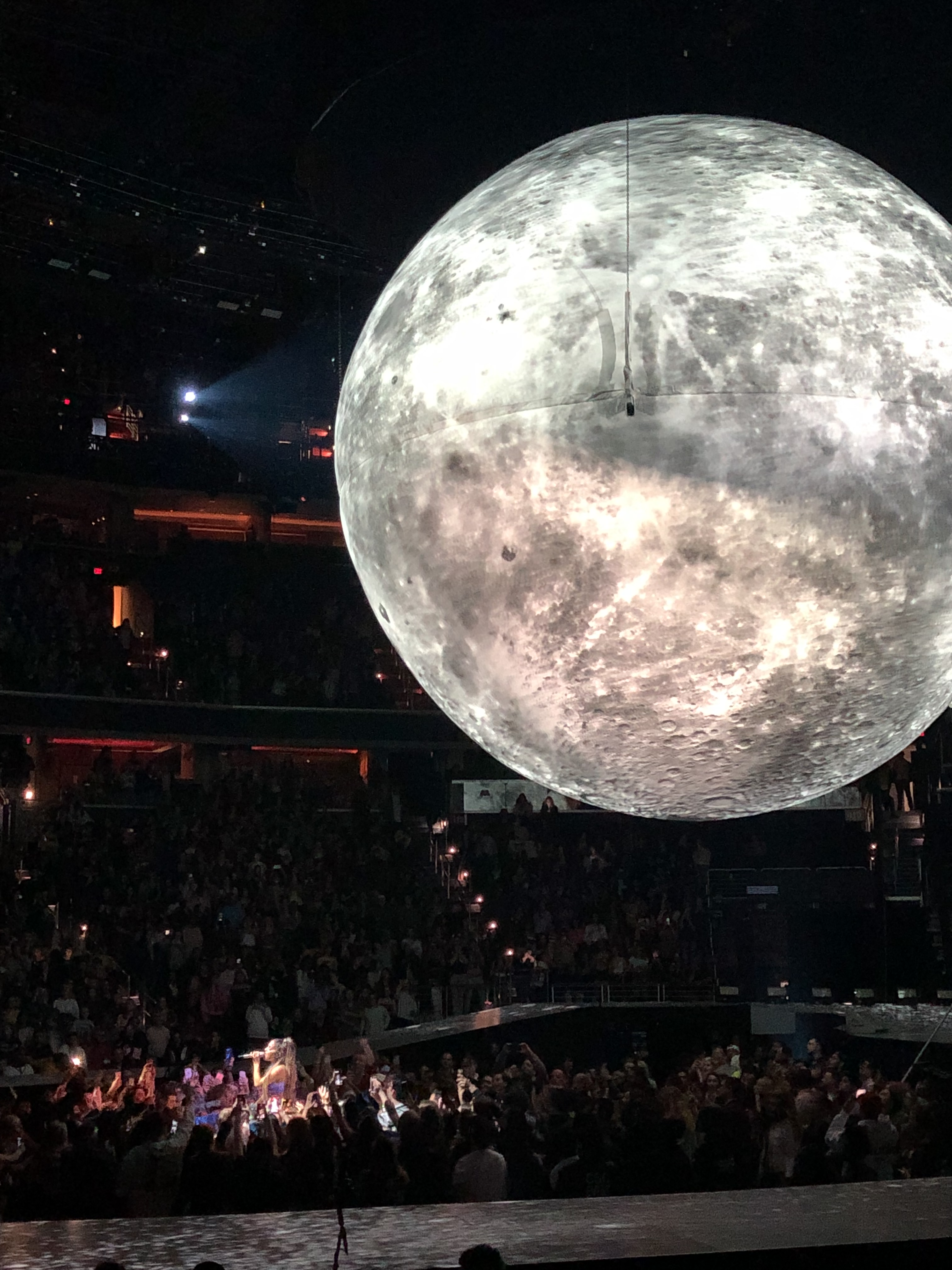
Grande durante il suo Sweetener World Tour

Il 18 marzo 2019, Grande intraprende il suo terzo tour mondiale, lo Sweetener World Tour, allo scopo di promuovere i suoi ultimi due album in studio. Il tour la tiene occupata fino al 22 dicembre dello stesso anno, con un totale di 101 tappe. La cantante viene nominata nove volte ai Billboard Music Awards 2019, trionfando nelle categorie Top Female e Chart Achievement Award. Si esibisce alla cerimonia con una performance pre-registrata durante il suo show a Vancouver dello Sweetener World Tour. Durante l'anno figura anche come artista principale di una delle tre serate del Coachella, diventando la più giovane artista ad esserne headliner, e nuovamente al Lollapalooza.
A giugno 2019, Grande annuncia di essere produttrice esecutiva della colonna sonora di Charlie's Angels, insieme a Savan Kotecha, Ilya e Max Martin. Una collaborazione con le colleghe Miley Cyrus e Lana Del Rey, intitolata Don't Call Me Angel, viene estratta come primo singolo della colonna sonora il 13 settembre 2019. Don't Call Me Angel raggiunge la top 15 della Billboard Hot 100. Ad agosto 2019 viene pubblicato il singolo Boyfriend con il duo Social House, in vista del loro EP di esordio. Il brano esordisce all'ottava pozione della Billboard Hot 100, diventando la quarta top 10 hit dell'anno per Grande. Ariana co-scrive inoltre il singolo di esordio da solista della cantante Normani, intitolato Motivation, che viene messo in commercio il 16 agosto 2019. Il 25 ottobre 2019 viene pubblicato invece il remix del brano Good as Hell della cantante e rapper Lizzo, a cui Grande prende parte. Risale infine al 23 dicembre la pubblicazione di K Bye for Now (SWT Live), l'atteso album dal vivo, in seguito alla conclusione dello Sweetener World Tour.
Il 26 gennaio 2020, Ariana Grande partecipa ai Grammy Awards, esibendosi con un medley di Imagine, My Favorite Things, 7 Rings e Thank U, Next. Tra le 5 nominations di Grande, anche una per l'album dell'anno e una per la registrazione dell'anno.
Il 23 febbraio 2020 appare nella seconda puntata della seconda stagione della tragicommedia Kidding - Il fantastico mondo di Mr. Pickles di Jim Carrey, intitolata Up, Down and Everything in Between, che vede la cantante nei panni di Piccola Grande, una fata della speranza.

### 2020-2021: collaborazioni,Positionse il documentarioAriana Grande: Excuse Me, I Love You
L'8 maggio 2020 esce il singolo Stuck with U in collaborazione con Justin Bieber, brano i cui proventi sono destinati ai figli degli operatori sanitari in prima linea nella battaglia per la COVID-19. Il 22 maggio viene pubblicata invece la collaborazione con Lady Gaga, Rain on Me, secondo singolo di Chromatica, sesto album della Germanotta. Entrambi i singoli esordiscono alla prima posizione della Billboard Hot 100, rendendo Ariana Grande l'unica artista nella storia ad aver avuto quattro esordi in vetta alla classifica statunitense. Il 30 agosto, Grande si esibisce con Rain on Me insieme a Lady Gaga agli MTV Video Music Awards 2020; successivamente, la cantante riceve quattro premi, di cui tre riguardanti Rain on Me e un altro riguardante Stuck with U. Nella medesima serata, Rain on Me vince il premio di canzone dell'anno.
Il 14 ottobre 2020 la cantante ha annunciato l'uscita di un nuovo disco; alcuni giorni dopo, tramite un countdown pubblicato sul sito web della cantante, viene rivelato il titolo del progetto, Positions, nonché la data di pubblicazione. Il brano omonimo è pubblicato come singolo apripista del disco il 23 ottobre 2020, insieme al relativo videoclip, dove la cantante veste i panni di presidente degli Stati Uniti; nelle scene del video musicale è possibile riconoscere lo Studio Ovale, il giardino sud della Casa Bianca e il Gabinetto degli Stati Uniti d'America. Il singolo esordisce alla prima posizione della Billboard Hot 100, rendendo Grande la prima e unica artista della storia a esordire tre volte in un anno direttamente in vetta alla classifica statunitense, ed estendendo il suo record quale cantante con il maggior numero di esordi al primo posto nella storia della classifica, ovvero cinque. Il medesimo brano diventa inoltre il primo nella storia a debuttare contemporaneamente in cima alla Billboard Global 200 e alla Billboard Global 200 (Excl. U.S.).
L'album, composto da 14 tracce, viene pubblicato il 30 ottobre 2020. Comprendente tre collaborazioni con Doja Cat, The Weeknd e Ty Dolla $ign, il disco esordisce in vetta alla Billboard 200, segnando la quinta numero uno della cantante in tale classifica: Ariana Grande diventa l'artista più veloce nella storia a raggiungere tale traguardo con tre album in studio. Il progetto viene trainato anche da 34+35, secondo singolo del disco estratto la settimana stessa, con un video pubblicato nel novembre seguente. 34+35 diventa la quarta top 10 hit dell'anno per Grande, esordendo direttamente alla posizione numero otto.
Nel dicembre 2020, Grande e Jennifer Hudson collaborano con Mariah Carey per il remix della canzone Oh Santa!, che rientra nella classifica statunitense al numero #76. Sempre nello stesso mese, viene distribuito su Netflix il docu-film Ariana Grande: Excuse Me, I Love You, che ripercorre lo svolgimento dello Sweetener World Tour tenutosi in Nord America ed Europa nel 2019, a sostegno dei precedenti dischi Sweetener e Thank U, Next.
Il 15 gennaio 2021, viene pubblicato il remix del brano 34+35 in collaborazione con le rapper statunitensi Doja Cat e Megan Thee Stallion. Grazie al remix e al relativo video, pubblicato il 12 febbraio seguente, 34+35 raggiunge il secondo posto della Billboard Hot 100. Insieme all'uscita del nuovo video musicale, viene annunciata la versione deluxe dell'album, messa in commercio la settimana seguente, comprendente il remix e quattro inediti.
Il 14 marzo 2021, Ariana Grande vince il secondo Grammy Award della sua carriera, ricevendo il premio di miglior performance pop di un duo o un gruppo con Rain on Me. Il 31 marzo seguente Grande annuncia la sua partecipazione come coach nella ventunesima stagione di The Voice, il cui inizio fu in programma per il 20 settembre successivo.
Il 2 aprile seguente viene pubblicato il settimo album della cantante statunitense Demi Lovato. Met Him Last Night, la nona traccia del disco estratta come singolo, vede Grande come ospite. Il brano è stato scritto dalla stessa Grande e prodotto da Tommy Brown e Peter Lee Johnson. Pochi giorni dopo l'uscita del brano con Demi Lovato, viene annunciato dal cantante canadese The Weeknd la terza collaborazione con Ariana Grande, questa volta ospite nel remix di Save Your Tears. Il nuovo brano, promosso anche da una performance agli iHeartRadio Music Awards, viene pubblicato il 23 aprile accompagnato dal relativo video realizzato in animazione. La canzone raggiunse la vetta della Billboard Hot 100, diventando la sesta numero uno per entrambi gli artisti.
Il 21 giugno seguente è stato reso disponibile, tramite il canale Vevo della cantante, un video-performance del brano POV, già inviato nel mese di aprile alle radio statunitensi come terzo singolo estratto da Positions. Dopo aver trascorso diverse settimane nella classifica airplay USA insieme ai singoli 34+35 e Positions, durante i mesi di aprile e maggio, POV ha reso Ariana Grande la sola artista ad aver occupato la top 10 di tale classifica con ben tre singoli. Promosso da un lyric-dance video, POV ha raggiunto la top 5 della classifica radio Billboard nel mese di giugno. Il brano inoltre ha scalato la Billboard Hot 100 fino alla top 30, piazzandosi alla ventisettesima posizione. Il 25 giugno è stato messo in commercio il terzo disco della rapper statunitense Doja Cat, contenente I Don't Do Drugs, traccia nella cui Grande è co-scrittrice e ospite.
Tra giugno e luglio del 2021, come avvenuto per la promozione del singolo POV, la cantante pubblica a fini promozionali cinque nuove performance di brani estratti dall'ultimo album in studio. Tali esibizioni, rese disponibili tramite il suo canale YouTube in collaborazione con Vevo, comprendono registrazioni dal vivo dei brani Safety Net (con Ty Dolla $ign), My Hair, 34+35, Off The Table (con The Weeknd) e del singolo Positions.
Il 15 ottobre seguente è uscito When Christmas Comes Around..., nono album in studio di Kelly Clarkson, già sua collega a The Voice, nel quale compare Ariana Grande come ospite nell'ottava traccia, Santa, Can't You Hear Me.

### 2021-2023:R.E.M. Beauty, progetti cinematografici e collaborazioni
Il 12 novembre 2021 è avvenuto il primo lancio della linea di cosmetici di Ariana Grande, chiamata R.E.M. Beauty. È una collezione di trucchi ispirata, oltre che alla sua carriera musicale, al cosmo e al mondo della fantascienza, riprendendo temi già sviluppati in precedenza dall'artista, come nel video musicale del singolo del 2014 Break Free.
Nello stesso mese, è stato annunciato tramite un post su Instagram di Ariana Grande che quest'ultima avrebbe interpretato Glinda, la buona Strega del Nord per l'imminente adattamento cinematografico in due parti del musical Wicked, diretto da Jon M. Chu e interpretato al fianco di Cynthia Erivo, interprete di Elphaba.
Il 24 dicembre 2021 viene pubblicato in streaming su Netflix il film Don't Look Up in cui Grande recita nei panni di Riley Bina, assieme a Leonardo DiCaprio, Jennifer Lawrence, Meryl Streep e Timothée Chalamet. Ariana compare anche nella colonna sonora del film, interpretando il brano Just Look Up in collaborazione con il rapper Kid Cudi, anch'egli parte del cast.
Il 24 febbraio 2023 viene pubblicato un remix del brano Die For You, singolo di successo del cantante canadese The Weeknd, che vede la partecipazione di Ariana Grande. Il brano debutta al secondo posto della classifica globale di Spotify con 8,9 milioni di stream validi nelle sue prime ventiquattro ore dall'uscita (il numero più grande per qualsiasi altro remix nella storia della piattaforma, superando la loro stessa "Save Your Tears"), scalando al primo posto l'8 marzo. La collaborazione ha raggiunto la prima posizione della Billboard Hot 100, rendendo Ariana Grande l'artista femminile con il maggior numero di singoli alla prima posizione nella classifica nel decennio 2020 e superando il record detenuto da Paul McCartney per il maggior numero di duetti a raggiungere la vetta della suddetta classifica. La collaborazione si piazza inoltre al quarto posto della classifica dei singoli più venduti nel corso dell'anno stilata dalla International Federation of the Phonographic Industry, ottenendo 1 miliardo e 780 milioni di riproduzioni in streaming nel corso del 2023.
Il 19 agosto 2023 Ariana Grande annuncia sul suo account Instagram una riedizione del suo album di debutto per commemorare il decimo anniversario della sua uscita. Diffusa il 25 agosto, la riedizione di Yours Truly include le versioni dal vivo di alcune tra le tracce principali, ed è stata pubblicizzata da sessioni di Q&A annunciate da Grande, da una collezione capsule, da videoclip dal vivo e da una riedizione in vinile disponibile per il pre-ordine e in uscita il 30 agosto 2023, esattamente il decimo anniversario dell'album originale.

### 2024-presente:Eternal SunshineeWicked

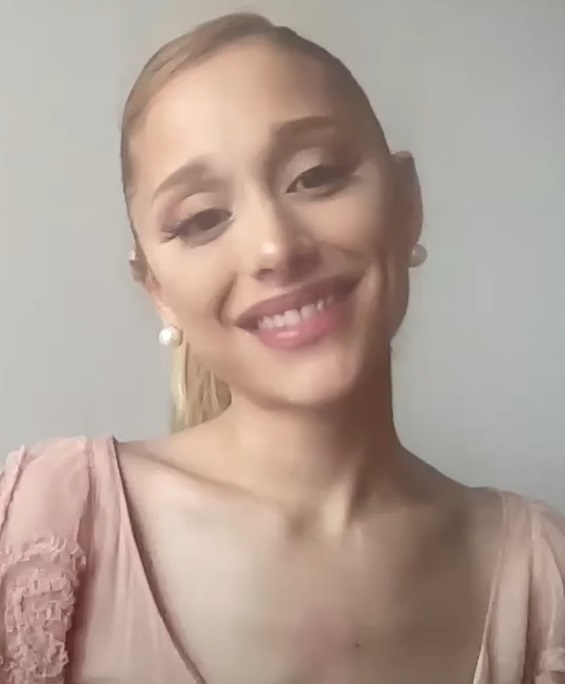
Ariana Grande durante un'intervista nel 2024.

A distanza di più di tre anni dal suo ultimo album in studio, il 12 gennaio 2024 viene pubblicato Yes, And?, il primo singolo estratto dal settimo disco della cantante, Eternal Sunshine, pubblicato a sua volta l'8 marzo. Il brano debutta alla prima posizione della classifica globale di Spotify, stabilendo un record personale dell'artista, con oltre 11 milioni di streams validi nelle prime 24 ore dalla pubblicazione. Nella prima settimana dall'uscita la canzone raggiunge anche il vertice della Billboard Hot 100 rendendo Ariana la seconda artista femminile a debuttare per ben sei volte in cima alla classifica, estendendo il proprio primato come unica artista nella storia ad esordire nella top 10 con il singolo apripista di ciascuno dei suoi sette album in studio. Il 16 febbraio viene pubblicato un remix del brano che vede la partecipazione della cantante Mariah Carey.
Lo stesso giorno dell'uscita dell'album viene diffuso il video musicale del secondo estratto We Can't Be Friends (Wait for Your Love), che diventa il nono singolo di Grande a raggiungere la prima posizione della classifica statunitense, marcando il suo settimo debutto in vetta alla stessa, rompendo il pareggio con Taylor Swift (6) come la donna col maggior numero di hit esordite alla prima posizione negli Stati Uniti durante la prima settimana di vendite. Ariana diventa inoltre la prima artista femminile a pubblicare due album con molteplici singoli in grado di debuttare in vetta alla classifica ufficiale dei singoli USA (Thank U, Next e Eternal Sunshine) e a vantare due canzoni appartenenti al medesimo progetto musicale capaci di esordire anche a capo della Billboard Global 200 e Global 200 (Excl. U.S.) contemporaneamente. Il videoclip del singolo si aggiudica il premio alla miglior fotografia agli MTV Video Music Awards dello stesso anno, rendendo Grande la quinta artista femminile ad ottenere dieci vittorie nella storia della cerimonia. Il singolo, uno tra i più venduti del 2024, raggiunge nel novembre dello stesso anno un miliardo di riproduzioni su Spotify, diventando la canzone più veloce dell'artista a raggiungere tale traguardo.
Eternal Sunshine riscontra un ottimo successo commerciale sin dalla prima settimana di distribuzione. È il sesto album della cantautrice a debuttare alla prima posizione della Billboard 200, vendendo 227 000 copie. Il disco rende Ariana Grande la quarta artista nella storia a raggiungere la vetta della Billboard Hot 100, Billboard 200, Billboard Artist 100, Billboard Hot Songwriters e Billboard Hot Producers simultaneamente. Il disco viene accolto positivamente anche dalla critica specializzata. Scritto e prodotto interamente dalla stessa Grande con la collaborazione dei produttori Max Martin e Ilya Salmanzadeh, l’album riflette sui temi del divorzio, rivolgendosi anche alle critiche mosse dal pubblico sulla sua vita personale dopo la separazione con il marito avvenuta nel 2023 e le speculazioni sulla sua salute fisica. Nella prima settimana di uscita di Eternal Sunshine, Grande pubblica una versione estesa del disco, comprendente il remix di Yes, And?, un remix del brano Supernatural con il cantante australiano Troye Sivan, la versione a cappella di True Story e quella acustica di Imperfect For You.
Il 6 maggio 2024 Ariana si esibisce a sorpresa al MET Gala con un medley di alcuni dei suoi più grandi successi e una cover del brano When You Believe, eseguita insieme a Cynthia Erivo, sua co-star in Wicked.
A supporto del disco, il 7 giugno 2024 viene estratto come terzo singolo ufficiale del progetto il brano The Boy Is Mine, supportato da un lyric video e da un videoclip, diffuso lo stesso giorno. Il video vede la partecipazione dell'attore Penn Badgley e delle cantanti Brandy e Monica, con le quali Grande pubblicherà il remix del brano il 21 giugno seguente, omaggiando l'omonima canzone delle due artiste. A sette mesi dall'uscita di Eternal Sunshine, Grande mette in commercio un'ulteriore versione del disco, comprendente i remix e brani già inseriti nelle due versioni precedenti e le versioni dal vivo di sette brani del disco, assieme ai rispettivi videoclip pubblicati su YouTube.
Il 7 giugno 2024 la cantante britannica Charli XCX pubblica il suo sesto album in studio, BRAT, acclamato dalla critica e commercialmente di successo. Per il promuovere il progetto, l'artista ha pubblicato l'11 ottobre dello stesso anno una versione remix dell'LP, che vede la partecipazione di Ariana Grande nel brano Sympathy Is A Knife. Il team di Charli XCX ha impiegato come strategie di promozione del progetto diversi cartelloni pubblicitari verde neon, con testo nero al contrario, posizionati strategicamente nelle città natale degli artisti in evidenza; nel caso di Ariana Grande, in Florida, a Boca Raton. La collaborazione raggiunge la settima posizione della classifica settimanale dei singoli più venduti nel Regno Unito e in Irlanda e diventa l'ottantaseiesimo ingresso di Grande nella Billboard Hot 100.
Il 12 ottobre svolge il ruolo di conduttrice durante il terzo episodio della cinquantesima edizione dello storico programma statunitense Saturday Night Live, durante il quale ha l'occasione di dare sfoggio non solo alle abilità canore, ma soprattutto al suo talento come attrice e intrattenitrice, spaziando fra sketch comici e imitazioni delle sue colleghe dello showbiz quali Britney Spears, Celine Dion, Gwen Stefani, Jennifer Coolidge e Miley Cyrus. Lo spettacolo viene accolto con ottime recensioni dalla critica e dal pubblico social, divenendo la puntata più vista del programma dal 2021.
Il 10 novembre trionfa come miglior artista pop agli MTV Europe Music Awards 2024 tenutisi alla Co-op Live Arena di Manchester.

Ariana Grande insieme a Jonathan Bailey e Cynthia Erivo alla première di Wicked a Città del Messico l'11 novembre 2024.

Dopo un periodo di riprese durato all'incirca un anno, il 22 novembre 2024 esce nelle sale cinematografiche il film musical Wicked, remake dell'omonimo musical di Broadway del 2003, di cui Grande è co-protagonista assieme a Cynthia Erivo. Il ritorno di Ariana Grande sul grande schermo con il personaggio di Glinda, come affermato da Grande in un'intervista con il podcast Las Culturistas, segna una svolta nella sua carriera e riapre per la cantante-attrice l'orizzonte della recitazione e del musical. Nell'episodio, Grande afferma di voler ridimensionare il suo ruolo di pop star avuto nei 10 anni precedenti, per riconnettersi con le origini teatrali della sua carriera. Nel suo weekend di apertura, Wicked ha incassato 112,5 milioni di dollari negli Stati Uniti e in Canada e 50,4 milioni di dollari nel resto del mondo, per un totale di oltre 162,9 milioni: Ariana Grande diventa così solamente la quarta donna nella storia a raggiungere il vertice delle classifiche con un album, una canzone e un film nel medesimo anno solare. Per la sua parte nel musical, Grande è stata lodata da diverse riviste e giornali, tra cui The New York Times, Variety e The Guardian, che ha definito Grande "perfetta" per il ruolo, complimentando la sua estensione vocale e "il suo dono per la commedia".  Durante la stagione dei premi viene candidata come miglior attrice non protagonista agli Oscar, all'82ª edizione dei Golden Globe, ai Critics' Choice Awards, ai premi BAFTA e agli Screen Actors Guild Awards 2025.
A distanza di dieci anni dalla sua uscita, Santa Tell Me si posiziona al nono posto della Billboard Hot 100 diventando la ventitreesima top 10 di Grande e stabilendo il record come posizione più alta mai raggiunta fino a quel momento da parte di una canzone natalizia pubblicata nel XXI secolo. Per festeggiare il traguardo viene resa pubblica sul canale YouTube della cantante un’esibizione dal vivo del singolo, registrata in occasione delle sette performance di Eternal Sunshine pubblicate nell’ottobre precedente. Il 24 dicembre 2024, sempre grazie all’insorgere del suo catalogo natalizio nelle piattaforme streaming e all’ottimo successo riscontrato dalla colonna sonora di Wicked, Ariana rompe il record per il maggior numero di ascoltatori mensili su Spotify per un’artista donna (guadagnandone oltre 117 milioni, numero esteso fino a 123,7 milioni nei giorni successivi).
Il 2 marzo 2025, Grande ed Erivo aprono la 97ª edizione dei Premi Oscar esibendosi in un medley di canzoni tratte da Wicked e Il mago di Oz, tra cui Over the Rainbow e Defying Gravity.
Il 28 marzo 2025 esce Eternal Sunshine Deluxe: Brighter Days Ahead, una riedizione del settimo album in studio dell'artista, in concomitanza con un cortometraggio ad esso connesso intitolato Brighter Days Ahead, diretto da Christian Breslauer e dalla cantante stessa, segnando il debutto di Ariana Grande come regista. L'album contiene sei tracce aggiuntive, tra cui il singolo Twilight Zone, che debutta al primo posto nella classifica delle canzoni più ascoltate giornalmente su Spotify negli Stati Uniti e al terzo a livello globale. Nella sua prima settimana, raggiunge anche la posizione numero #18 nella Billboard Hot 100 e #7 nella Billboard Global 200. Il disco balza nuovamente al vertice della Billboard 200, diventando il primo album di Ariana Grande a trascorrere tre settimane non consecutive in cima alla medesima classifica.
Il 27 giugno 2025 viene pubblicata One Heart, One Voice, una collaborazione insieme a Mariah Carey e Barbra Streisand presente nell'ultimo album di quest'ultima, intitolato The Secret of Life: Partners, Volume Two.

## Stile musicale

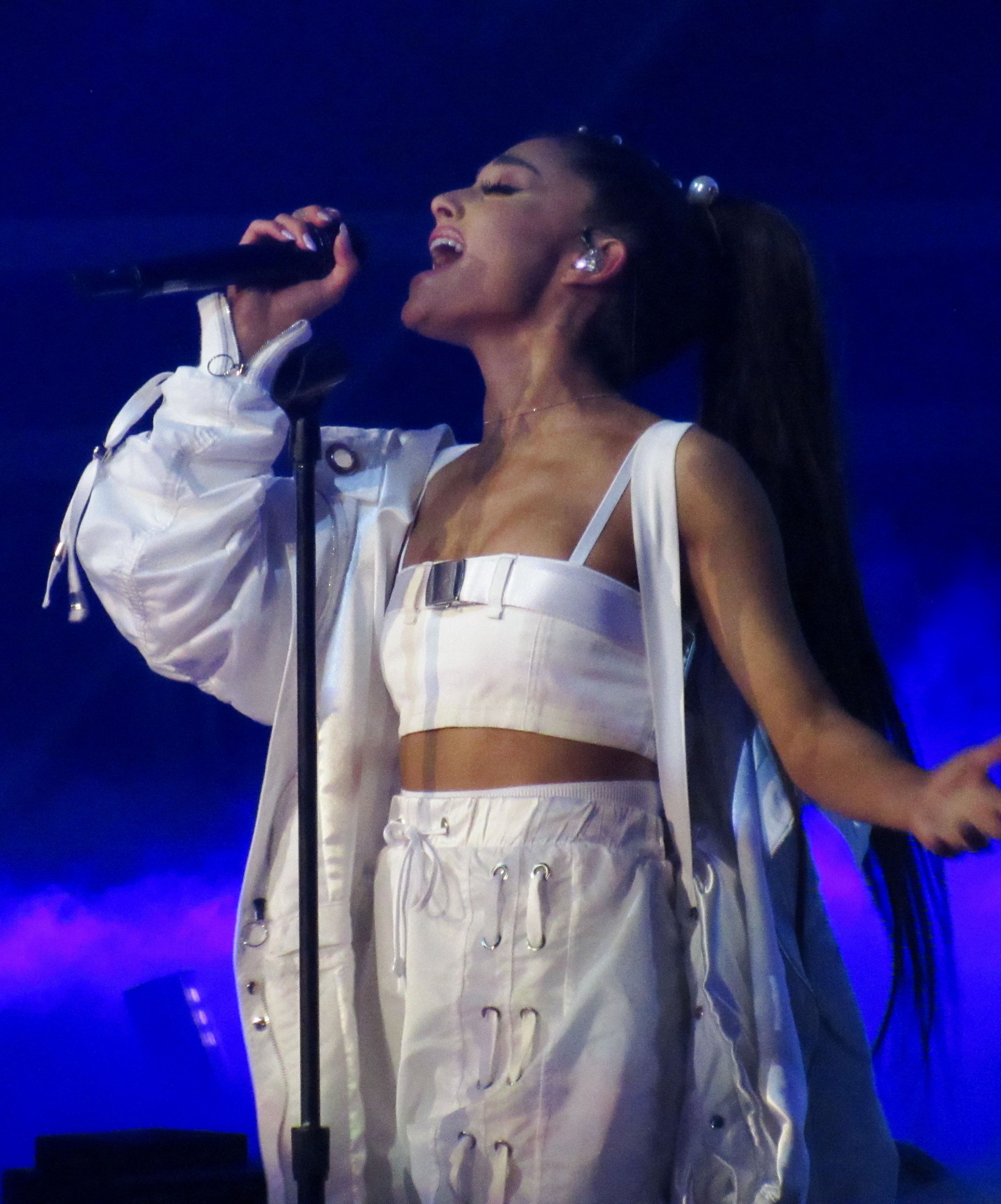
Ariana Grande durante il Dangerous Woman Tour nel 2017

Nell'ottobre 2024 Billboard posiziona Grande al nono posto della classifica delle più grandi pop star del XXI secolo, riconoscendole il merito di aver introdotto un modello di successo rivoluzionario nell'era digitale e aver influenzato tramite il suo sound pop/R&B "dolcemente ammiccante" le carriere di artiste emergenti come Sabrina Carpenter e Tate McRae. Sempre Billboard nel 2024 definisce Grande un'artista che ha sempre "dominato le radio e le playlist con i suoi caratteristici riff e un catalogo di fusione di generi musicali diversi".
La musica di Ariana Grande è generalmente descritta come pop ed R&B con elementi di EDM, hip hop, e trap. L'influenza della trap ha visto una maggiore incorporazione nella musica dell'artista con il progredire della sua carriera, apparendo in modo deciso per la prima volta nell'EP natalizio Christmas & Chill, diventando poi la maggiore contaminazione musicale del pop di Sweetener, Thank U, Next e Positions.

### Impatto nell'industria della musica
Il suo album di esordio Yours Truly viene complimentato per aver ricreato l'"atmosfera" dell'R&B degli anni '90, anche grazie alla collaborazione del cantautore e produttore Babyface. L'album seguente, My Everything, è stato descritto come un'evoluzione dal suo primo progetto, in quanto ha permesso a Grande di sperimentare con i generi EDM ed elettropop. Nella recensione del Los Angeles Times del suo terzo album, Dangerous Woman (2016), si afferma che è "impressionante quanto Grande riesca a trasmettere completamente l'ambiente emotivo di ogni canzone, anche quando una contraddice direttamente un'altra... Si sta... adattando a stili diversi". Elias Leight di Rolling Stone ha dichiarato che "la cantante abbraccia molto il suono dell'hip-hop del Sud [degli Stati Uniti] nel suo quarto album Sweetener". Per quanto riguarda Thank U, Next, Craig Jenkins di Vulture ha dichiarato che Grande fosse cambiata e si fosse avvicinata allo stile trap e hip hop, pieno di sfumature R&B. Con Positions, la tendenza all'R&B viene ancora di più rafforzata, rimarcando il sound ibrido e mescolato ormai tipico dello stile artistico di Grande.
Rolling Stone, includendola al quarantatreesimo posto tra i 200 interpreti vocali migliori della storia della musica, ha definito il suo modo di cantare "intricato e mieloso", complimentando la sua abilità tecnica e la sua capacità interpretativa.

### Influenze ed estensione vocale
Ariana Grande ha affermato di essere cresciuta ascoltando principalmente musica pop e R&B degli anni '90. Le cantanti che l'hanno influenzata maggiormente sono state Whitney Houston, Mariah Carey e Imogen Heap, come lei stessa ha dichiarato.
Tra le altre fonti di ispirazione, Madonna, Celine Dion, Barbra Streisand, Destiny's Child, Beyoncé, Britney Spears, Spice Girls, NSYNC e Judy Garland.
La voce di Ariana Grande ha un registro di soprano lirico-leggero e copre 4 ottave, 6 toni, 1 semitono e il registro di fischio. Grazie alle sue abilità canore, è stata molte volte paragonata a Mariah Carey, tanto da acquistare l'appellativo di "piccola Mariah Carey" o "nuova Mariah Carey". Definita una delle migliori tra quelle dell'industria musicale contemporanea, la voce di Ariana Grande è stata elogiata da numerosi cantanti quali Lady Gaga, Katy Perry, Billie Eilish, Chris Martin, Kelly Clarkson e Patti Labelle.

## Immagine pubblica
La rivista di moda statunitense Elle ha definito gli stivali alti e la coda di cavallo di Ariana Grande "marchi immediatamente riconoscibili" del suo look, considerati come "firma" stilistica della cantante soprattutto negli anni dal 2017 al 2019. Nell'articolo viene anche evidenziata l'influenza del ruolo di Glinda nel musical Wicked verso le scelte di abbigliamento degli anni 2023-2025. Billboard afferma il ruolo determinante di Ariana Grande nel definire la moda degli anni 2010, con look perennemente in evoluzione: dalle inconfondibili orecchie da gatta negli anni di My Everything (2014-2015) e lo stile accattivante assunto durante il periodo di Dangerous Woman (2016), con allusioni a Playboy grazie all'iconica maschera da coniglio, fino allo stile influenzato dagli anni '60 impiegato nei photoshoot e nei videoclip per il sesto album in studio Positions.
Grande ha citato Audrey Hepburn come la sua più grande influenza stilistica durante i suoi primi anni di carriera. Ha anche tratto ispirazione da attrici degli anni '50 e '60, tra cui Ann-Margret, Nancy Sinatra e Marilyn Monroe. L'aspetto modesto di Ariana Grande all'inizio della sua carriera è stato descritto come "adatto all'età", rispetto ad altre pop star che sono cresciute agli occhi del pubblico. Dopo anni passati a tingersi i capelli di rosso per interpretare Cat Valentine, Ariana Grande ha iniziato a indossare delle extension. Anne T. Donahue di MTV News ha affermato che la sua iconica coda di cavallo riceve più attenzione delle sue audaci scelte di moda.

## Attivismo

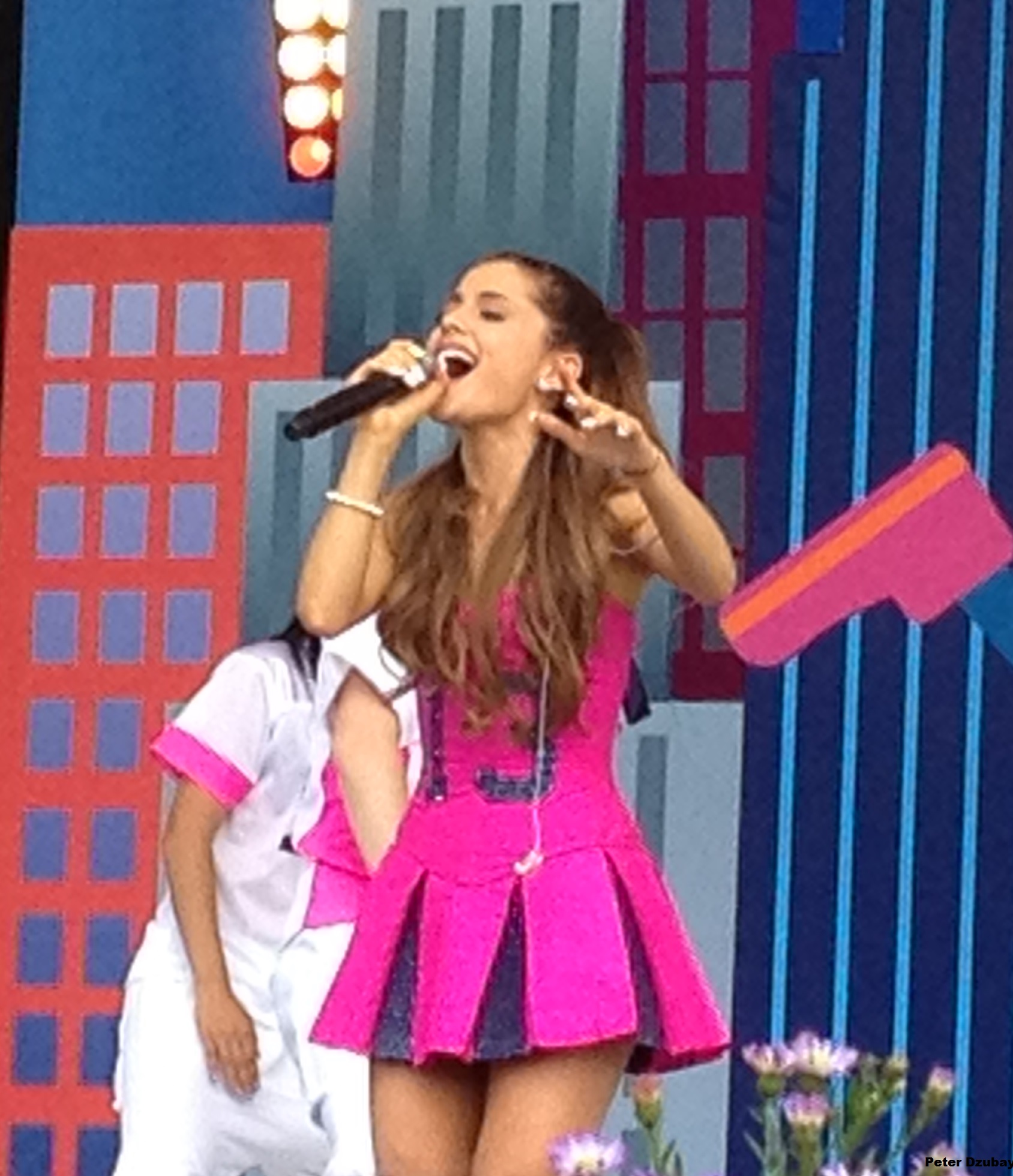
Ariana Grande alla Giornata mondiale del gioco nel 2013

All'età di 10 anni, Grande ha cofondato il gruppo musicale di bambini Kids Who Care, nel Sud della Florida, con il quale ha cantato diverse volte per beneficenza, guadagnando più di 500 000 dollari, solo nel 2007. Nell'estate del 2009, come membro dell'organizzazione a scopo caritatevole Broadway in South Africa, Grande ha intrattenuto e insegnato a ballare e cantare ai bambini in Gugulethu, in Sudafrica, insieme a suo fratello Frankie. Grande è anche partner di Kleenex per la sua campagna "Shield Sneeze Swish".
Nel 2013 Grande ha recitato con Bridgit Mendler e Kat Graham per la rivista Seventeen in una campagna pubblica contro il bullismo online, chiamata Delete Digital Drama. Dopo aver visto il film Blackfish quell'anno, ha invitato i fan a smettere di supportare SeaWorld ed è diventata vegana. A settembre 2014, Grande ha partecipato al programma televisivo di beneficenza Stand Up to Cancer, eseguendo il brano My Everything in memoria di suo nonno, morto di cancro in luglio. Grande ha adottato diversi cani da salvataggio come animali domestici e ha promosso l'adozione di animali domestici in alcuni dei suoi concerti. Nel 2016 ha lanciato con MAC Cosmetics una linea di labbra chiamata "Ariana Grande's MAC Viva Glam", i cui profitti avvantaggiano le persone colpite da HIV e AIDS.
Da sempre sostenitrice dei diritti LGBT, alcune delle canzoni di Ariana Grande, come Break Your Heart Right Back, hanno come tematica il mondo queer. Singoli come Break Free e Rain on Me sono diventati negli anni veri e propri inni della comunità gay, mentre Grande stessa è stata più volte descritta come icona gay degli anni 2010 per il suo supporto verso la comunità e per aver sostenuto più volte l'importanza della libertà sessuale. Nel 2015, Ariana e Miley Cyrus hanno eseguito una cover di Don't Dream It's Over dei Crowded House come parte delle "Backyard Sessions" di Cyrus a beneficio della sua Happy Hippie Foundation, che aiuta i senzatetto e i giovani LGBT.  Nello stesso anno, Grande fu protagonista dell'evento Dance On the Pier, parte della LGBT Pride Week a New York City.  In quanto femminista, ha inoltre scritto un saggio ben accolto e "responsabilizzante" su Twitter denunciando il doppio standard e la misoginia al centro dell'attenzione della stampa sulle relazioni e sulla vita sessuale delle musiciste invece che sul "loro valore come individuo", sottolineando di aver  "più di cui parlare" riguardo alla sua musica e ai suoi successi piuttosto che alle sue relazioni romantiche.
Nel 2016, Grande ha partecipato con Madonna ad un evento per raccogliere fondi per i bambini orfani in Malawi ed ha registrato insieme a Victoria Monét il singolo "Better Days" a sostegno del movimento Black Lives Matter.

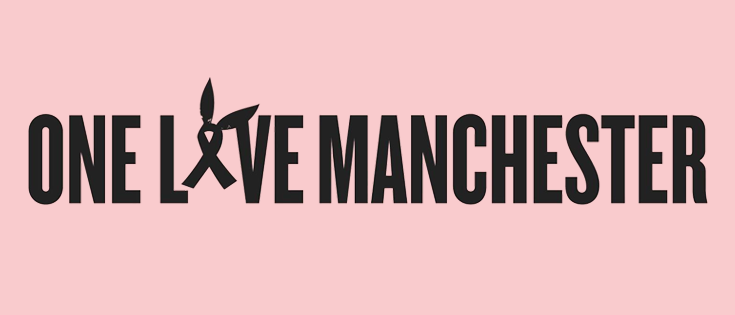
Logo del One Love Manchester

Nel giugno 2017, a seguito degli attentati avvenuti durante la tappa a Manchester del suo Dangerous Woman Tour, Grande e il suo team hanno organizzato un concerto a supporto delle famiglie delle vittime della tragedia, pubblicando una sua interpretazione di Over The Rainbow come singolo di beneficenza. È stato stimato che la somma totale raccolta si sia aggirata attorno ai 23 milioni di dollari, devoluti alla Croce Rossa Britannica. Grande è stata apprezzata per la sua "grazia e forza" nel guidare e dirigere il concerto come performer principale.
Il 24 settembre 2017 Ariana si è esibita al "Concert for Charlottesville", evento benefico tenutosi in onore delle vittime dello Unite the Right rally a Charlottesville Nel marzo 2018, ha partecipato al March for Our Lives per sostenere la riforma sul controllo delle armi. I proventi della prima tappa dello Sweetener World Tour di Grande ad Atlanta sono stati donati a Planned Parenthood in risposta all'approvazione di una serie di leggi anti-aborto in diversi stati, inclusa la Georgia.
Nel 2020, a seguito dello scoppio della pandemia di Covid-19, ha annunciato che i proventi del singolo Stuck with U insieme al collega Justin Bieber sarebbero stati devoluti interamente a "First Responders Children's Foundation", associazione rivolta al sostegno dei figli di medici e dottori coinvolti in prima linea nella lotta al virus. Durante il corso dello stesso anno la cantante ha mostrato più volte attraverso i suoi canali sociali il proprio sostegno al movimento Black Lives Matter, partecipando inoltre ad una delle proteste popolari tenutesi fra le strade di Los Angeles con lo scopo di denunciare i numerosi soprusi alle vite di afroamericani da parte delle forze dell'ordine statunitensi (fra i quali la morte di George Floyd). Il mese successivo, ha elogiato una caffetteria di proprietà di afroamericani su Instagram e ha incoraggiato i suoi follower con sede a Los Angeles a sostenere l'attività. Negli ultimi anni, Grande ha sorpreso i bambini che trascorrono il periodo natalizio negli ospedali pediatrici di Los Angeles e del Regno Unito, con regali tratti dalle liste dei desideri del Mattel Children's Hospital dell'UCLA e del Royal Manchester Children's Hospital, tra gli altri. La Manchester Foundation Trust Charity ha rivelato che Grande ha donato quasi 1.000 regali ai pazienti nei reparti pediatrici e nelle unità di terapia intensiva neonatale della rete ospedaliera nel 2021.
Nel giugno 2021, Grande e altre celebrità hanno firmato una lettera aperta al Congresso chiedendo l'approvazione dell'Equality Act, sottolineando che la legge avrebbe protetto le "comunità emarginate".  In onore della Giornata mondiale della salute mentale ha effettuato nello stesso mese una donazione di oltre 5 milioni di dollari alla piattaforma online Better Help Sunday, dando la possibilità ai propri fan bisognosi di accedere ad un mese gratuito di supporto terapeutico. Nella giornata internazionale della visibilità transgender del 2022, ha lanciato il Protect & Defend Trans Youth Fund a beneficio dei giovani transgender, impegnandosi a raddoppiare ogni donazione fino a 1,5 milioni di dollari. Nel maggio 2022, Grande è stata tra i 160 artisti e influencer che hanno firmato un annuncio pubblicitario a tutta pagina intitolato "Bans Off Our Bodies" sul New York Times, a sostegno del diritto all'aborto negli Stati Uniti e nel mese successivo ha appoggiato Karen Bass per le elezioni a sindaco di Los Angeles.
Grande si è fatta anche sostenitrice di raccolte fondi a favore dei civili palestinesi devastati dal conflitto israelo-palestinese, firmando nel 2024 una lettera rivolta al presidente degli Stati Uniti Joe Biden con lo scopo di richiedere il cessate il fuoco nella striscia di Gaza. Dopo il ritiro di Biden dalle elezioni presidenziali degli Stati Uniti d’America del 2024, Grande ha mostrato sostegno alla campagna della vicepresidente Kamala Harris.

## Vita privata
Grande ha dichiarato di essere ipoglicemica. Ha altresì ammesso di avere sofferto di disturbi da stress post-traumatici e disturbi d'ansia a seguito dell'attentato di Manchester del 22 maggio 2017. Ha raccontato sui social media di essere quasi scappata durante la sua performance nella trasmissione A Very Wicked Halloween del 2018 a causa della sua ansia. Ha poi dichiarato di aver ricevuto cure da professionisti di salute mentale per più di un decennio da quando i suoi genitori hanno divorziato.
Grande è stata educata al cattolicesimo: se ne allontanò quando, durante il pontificato di Benedetto XVI, il Pontefice assunse posizioni contrastanti su "tutto ciò che lei amava e in cui credeva". La critica mossa dalla cantante riguarda la posizione della Chiesa sull'omosessualità, argomento a cui è molto attenta per via dell'orientamento sessuale del fratellastro Frankie. Ha seguito gli insegnamenti della Cabala ebraica fin dall'età di dodici anni, insieme a Frankie, credendo che "la base sta nell'idea che se sei gentile con gli altri, ti accadranno cose buone". Nel 2018, durante un'intervista al The Zach Sang Show rilasciata per promuovere l'uscita dell'album Sweetener, Ariana Grande ha raccontato che crescendo si è distaccata sempre di più dalla religione per avvicinarsi alla spiritualità.
Grande, dopo varie relazioni, tra cui quelle con Graham Phillips, Big Sean, Mac Miller e Pete Davidson, ha iniziato a frequentarsi con Dalton Gomez, un agente immobiliare. I due hanno confermato la loro relazione nel maggio 2020, comparendo insieme nel videoclip di Stuck With U. Il 15 maggio 2021, in una cerimonia nella loro casa di Montecito in cui erano presenti solo familiari e pochi amici, i due si sono sposati e per l'occasione Grande ha indossato un abito di Vera Wang. Le foto del suo matrimonio su Instagram, con oltre 25 milioni di like, sono diventate uno dei post con il maggior numero di like nella storia del social. Nel luglio 2023 viene annunciata la separazione della coppia, e nel 2024 viene ufficializzato il divorzio. Dal 2023 ha una relazione con l'attore Ethan Slater, conosciuto sul set di Wicked.
Ha affermato di essere vegana e di amare gli animali; lei stessa è padrona di dieci cani, fra cui Toulouse, più volte apparso assieme a lei in video musicali e promozionali.

## Discografia

### Album in studio
- 2013 – Yours Truly
- 2014 – My Everything
- 2016 – Dangerous Woman
- 2018 – Sweetener
- 2019 – Thank U, Next
- 2020 – Positions
- 2024 – Eternal Sunshine

### Album di remix
- 2015 – The Remix

### Album dal vivo
- 2019 – K Bye for Now

### Colonne sonore
- 2024 – Wicked: The Soundtrack

### Raccolte
- 2017 – The Best

### Extended play
- 2013 – Christmas Kisses
- 2015 – Christmas & Chill

## Filmografia

### Attrice

#### Cinema
- Zoolander 2, regia di Ben Stiller (2016)
- Men in Black: International, regia di F. Gary Gray (2019)
- Don't Look Up, regia di Adam McKay (2021)
- Wicked, regia di Jon M. Chu (2024)
- Wicked - Parte 2 (Wicked: For Good), regia di Jon M. Chu (2025)

#### Cortometraggi
- Brighter Days Ahead, regia di Ariana Grande e Christian Breslauer (2025)

#### Televisione
- The Battery's Down – serie TV, episodio 2x02 (2009)
- Victorious – serie TV, 56 episodi (2010-2013)
- iCarly – serie TV, episodio 4x10 (2011)
- IParty con Victorious (iParty with Victorious), regia di Steve Hoefer – film TV (2011)
- Il grande colpo (Swindle), regia di Jonathan Judge – film TV (2013)
- Sam & Cat – serie TV, 36 episodi (2013-2014)
- Scream Queens – serie TV, 4 episodi (2015)
- Hairspray Live!, regia di Kenny Leon e Alex Rudzinski – film TV (2016)
- Kidding - Il fantastico mondo di Mr. Pickles (Kidding) – serie TV, episodio 2x05 (2020)
- La magia del Natale con Mariah Carey (Mariah Carey's Magical Christmas Special), regia di Hamish Hamilton e Roman Coppola – speciale TV (2020)

#### Videoclip
- Unfriend You di Greyson Chance (2011)

#### Documentari
- Ariana Grande: Excuse Me, I Love You, regia di Paul Dugdale (2020)
- Billie Eilish: The World's a Little Blurry, regia di R. J. Cutler (2021)

### Doppiatrice
- Le avventure di Fiocco di Neve (Floquet de Neu), regia di Andrés G. Schaer (2011)
- Winx Club – serie animata, 4 episodi (2011)
- I Griffin (Family Guy) – serie animata, episodio 12x12 (2014)
- Goool! (Metegol), regia di Juan José Campanella (2016)

### Regista
- Brighter Days Ahead, regia di Ariana Grande e Christian Breslauer (2025)

### Sceneggiatrice
- Brighter Days Ahead, regia di Ariana Grande e Christian Breslauer (2025)

### Compositrice
- Brighter Days Ahead, regia di Ariana Grande e Christian Breslauer (2025)

## Programmi televisivi
- MTV Europe Music Awards 2013 – speciale TV (2013) – conduttrice dal backstage
- Dancing with the Stars – programma televisivo, 3 episodi (2013-2014) – ospite musicale
- Jimmy Kimmel Live! – programma televisivo, 4 episodi (2013-2016) – ospite musicale
- Victoria's Secret Fashion Show – speciale TV (2014) – performer
- Saturday Night Live – sketch comedy show,  5 episodi (2014-2016; 2024) – performer, ospite musicale e attrice di sketch
- RuPaul's Drag Race – programma televisivo, episodio 7x06 e 15x01 (2015, 2023) – giudice
- One Love Manchester – concerto TV (2017) – organizzatrice e performer
- Carpool Karaoke: The Series – programma TV, episodio 1x05 (2017) – ospite musicale
- A Very Wicked Halloween – speciale TV (2018) – performer
- Ariana Grande at the BBC – speciale TV (2018) – performer
- Ariana Grande: Dangerous Woman Diaries – docuserie, 4 episodi (2018)
- Al passo con i Kardashian (Keeping Up with the Kardashians) – reality show, episodio 16x06 (2019) – ospite
- All That – sketch comedy show, episodio 11x11 (2019) – ospite musicale
- Justin Bieber: Seasons – docuserie, episodio 1x01 (2020) – ospite
- The Disney Family Singalong – speciale TV (2020) – performer
- The Voice USA – programma televisivo (2021) – coach
- Premi Oscar 2024 – speciale TV (2024) – presentatrice
- Defying Gravity: The Curtain Rises on Wicked – speciale TV (2024)
- Premi Oscar 2025 – speciale TV (2025) – performer

## Teatro
- 2001 – Annie (Little Palm Family Theatre)
- 2003 – Il Mago di Oz (Little Palm Family Theatre)
- 2008/09 – 13 (Norma Terris Theatre / Bernard B. Jacobs Theatre)
- 2012 – A Snow White Christmas (Pasadena Playhouse)[335]

## Tournée

### Artista principale
- 2015 – The Honeymoon Tour
- 2017 – Dangerous Woman Tour
- 2019 – Sweetener World Tour

### Tour promozionali
- 2013 – The Listening Sessions
- 2018 – The Sweetener Sessions

### Artista d'apertura
- 2013 – Believe Tour di Justin Bieber

## Riconoscimenti
Nel corso della sua carriera, Ariana Grande ha ricevuto diversi riconoscimenti al netto di oltre 700 nomination. Tra i premi principali, Grande vanta 2 Grammy Awards, 3 American Music Awards, 2 Billboard Music Awards, 10 MTV Video Music Awards, 1 Brit Award, 7 iHeartRadio Music Awards, 1 nomination ai Golden Globe, 1 nomination al premio Oscar come miglior attrice non protagonista  

## Doppiatrici italiane
Nelle versioni in italiano delle opere in cui ha recitato, Ariana Grande è stata doppiata da:
- Monica Bonetto in iCarly, Victorious, iParty con Victorious, Il grande colpo, Sam & Cat
- Virginia Brunetti in Scream Queens, Zoolander 2
- Veronica Puccio in Don't Look Up
- Margherita De Risi in Wicked (dialoghi)
- Claudia Paganelli in Wicked (canto)

Da doppiatrice è sostituita da:
- Tito Marteddu ne Le avventure di Fiocco di Neve
- Francesca Manicone in Goool!